# Antarcturus glacialis
Antarcturus glacialis är en kräftdjursart som först beskrevs av Frank Evers Beddard 1886.  Antarcturus glacialis ingår i släktet Antarcturus och familjen Antarcturidae. Inga underarter finns listade i Catalogue of Life.